# Hubert Védrine
Pour les articles homonymes, voir Védrine.
Hubert Védrine, né le 31 juillet 1947 à Bellegarde-en-Marche (Creuse), est un haut fonctionnaire et homme politique français longtemps membre du Parti socialiste. Après avoir travaillé avec le président François Mitterrand comme conseiller diplomatique puis secrétaire général de l'Élysée, il est nommé au Conseil d'État en 1986. Hubert Védrine devient par la suite ministre des Affaires étrangères dans le gouvernement Lionel Jospin, de 1997 à 2002, sous la présidence de Jacques Chirac.
Il est l’auteur de plus d’une vingtaine d’ouvrages et intervient régulièrement dans les médias français sur les sujets de géopolitique en France et à l'étranger.

## Biographie

### Famille et études
Hubert Yves Pierre Védrine est le fils de Jean Védrine, originaire de Lyon, ami et collaborateur de François Mitterrand et, par sa mère, le petit-fils du peintre verrier Francis Chigot. Son père, fait prisonnier pendant la Seconde Guerre mondiale, tombe alors gravement malade. Il est rapatrié et part se reposer chez l'un de ses amis, à Bellegarde-en-Marche dans la Creuse où il rencontre sa sœur qu'il épouse. De leur union naîtra le jeune Hubert, au domicile de sa grand-mère maternelle.
Il étudie au lycée Albert-Camus à Bois-Colombes. Après l'obtention du baccalauréat, intègre l’Institut d'études politiques de Paris, dont il est diplômé en 1968 (section Service public). Il obtient une licence d'histoire en 1969. Il intègre l’École nationale d'administration en 1970.
En 1974, il épouse Michèle Froment, médecin (CNAM - division hospitalière) puis conseiller-maître à la Cour des comptes, puis DG de l'Agence française de sécurité sanitaire de l'environnement et du travail (Afsset) de 2002 à 2008, rattachée au ministère de l’Environnement. Le couple a deux fils : Laurent, né en 1976, et Julien, né en 1980.

### Début de carrière
À sa sortie de l'ENA en 1974 (promotion Simone Weil), il est affecté au ministère de la Culture, puis au ministère de l'Environnement et du cadre de vie, avant de rejoindre en mobilité celui des Affaires étrangères. Par ailleurs, il a été conseiller municipal de Saint-Léger-des-Vignes, dans la Nièvre, de 1977 à 1995, où il était domicilié au presbytère de Saint-Léger-des-Vignes du père britannique et résistant Nicolas Glencross ; il a aussi été suppléant du candidat socialiste Daniel Benoist aux élections législatives de 1978.

### Conseiller diplomatique, porte-parole puis secrétaire général du président Mitterrand
François Mitterrand, élu président de la République, l’appelle à l’Élysée dès son arrivée au mois de mai 1981, au sein d’une équipe restreinte de dix personnes. Durant le premier septennat, il est son conseiller diplomatique. Il est nommé au Conseil d'État en février 1986. En mai 1988, il est rappelé à l’Élysée en tant que porte-parole de la présidence. Le 18 mai 1991, il est nommé secrétaire général de la présidence de la République, et il le restera jusqu'au départ de François Mitterrand en mai 1995. Il réintègre le Conseil d’État avant de rejoindre le cabinet d’avocats Jeantet Associés. Il assure également des chroniques dans Le Point (rubrique « Étranger »), aux côtés de Claude Allègre (rubrique « Science »).

### Ministre des Affaires étrangères

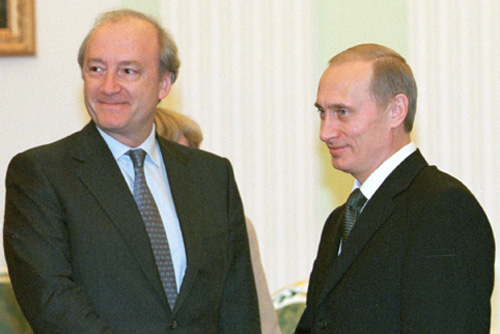
Hubert Védrine avec Vladimir Poutine (Moscou, 2000).

Le 4 juin 1997, après la victoire de la gauche plurielle aux élections législatives anticipées consécutives à la dissolution parlementaire décidée par le président Chirac, il est nommé ministre des Affaires étrangères par celui-ci, sur la proposition du nouveau Premier ministre socialiste Lionel Jospin. Il reste à ce poste durant les cinq ans que durent le gouvernement Jospin et la troisième cohabitation, soit jusqu'en mai 2002. Il est le seul ministre des affaires étrangères à être resté en fonction pendant près de 5 années consécutives depuis Maurice Couve de Murville (1958-1968). Il l'est notamment pendant la Guerre du Kosovo en 1998-1999. Il co-préside avec le ministre britannique Robin Cook la conférence de Rambouillet où fut tenté, sans succès, de régler diplomatiquement la question du Kosovo. C'est durant cette période qu'il définit également la notion et l'utilisation du terme d'« hyperpuissance » pour qualifier les États-Unis. L'action d'Hubert Védrine au Quai d'Orsay fut appréciée aussi bien par la gauche que par la droite. Jacques Chirac écrira à ce propos dans ses Mémoires :

« Ce qui caractérise Hubert Védrine, c'est une grande finesse d'analyse alliée à une parfaite maîtrise des rouages diplomatiques, la fidélité à des convictions affirmées en même temps qu'une ouverture d'esprit à rebours de tout esprit dogmatique. À cela s'ajoute ce qui fait de lui un homme d'un commerce toujours agréable : sa courtoisie, sa pondération naturelle. Hubert Védrine n'est ni le représentant d'une caste, ni celui d'un parti. Sa liberté de jugement le distingue tout autant des cercles diplomatiques traditionnels. Dans sa conception de la politique étrangère française comme dans sa vision du monde, il réussit à concilier l'exigence gaullienne et le pragmatisme mitterrandien, l'attachement profond à la souveraineté nationale et la conscience éclairée d'une nécessaire adaptation aux évolutions de l'Histoire. »

### Carrière professionnelle et universitaire

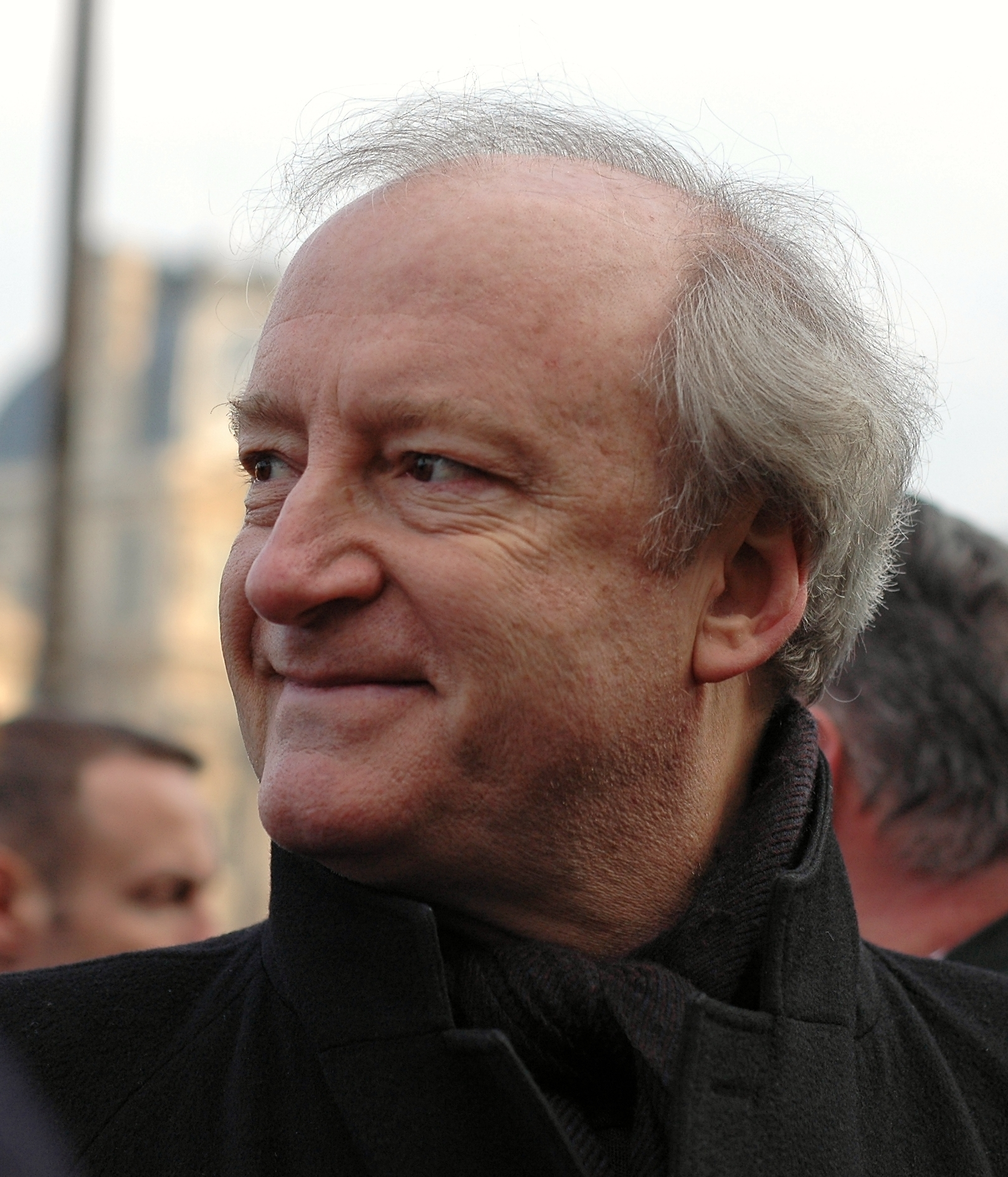
Hubert Védrine en 2006.

Hubert Védrine quitte ses fonctions ministérielles après l'échec de Lionel Jospin à l'élection présidentielle de 2002. En 2003, il crée une société de conseil géostratégique : Hubert Védrine Conseil. Depuis 2003, il préside l'Institut François-Mitterrand,. Il est également membre du club Le Siècle.
En 2004, dans la perspective des élections régionales, il est pressenti pour être tête de liste en Limousin, proposé par le président sortant Robert Savy, François Hollande, ou Gérard Collomb mais il ne donne pas suite.
Depuis 2005, il est administrateur du groupe LVMH, dont l'actionnaire majoritaire est Bernard Arnault. Hubert Védrine est aussi membre du conseil d'administration de l'Institut de relations internationales et stratégiques (IRIS).
À la demande du secrétaire général des Nations unies Kofi Annan, il est nommé membre du Haut Conseil pour l'Alliance des Civilisations, auquel il participe de 2005 à 2009, aux côtés de dix autres personnalités, dont le président iranien Khatami ou le Nobel de la Paix Desmond Tutu. Il a participé en 2007, à la demande du Président Jacques Chirac, aux côtés de Nicolas Hulot, Alain Juppé, et Edgar Morin au comité chargé de préparer la Conférence de Paris sur l'environnement visant à poser les bases d'une future Organisation des Nations unies pour l'Environnement.
En 2007, il est pressenti par Nicolas Sarkozy pour être nommé ministre de la Défense mais il décline la proposition.
Le 2 juillet 2007, Nicolas Sarkozy lui confie la rédaction d'un rapport sur la France et la mondialisation, qu'il lui remet en septembre.

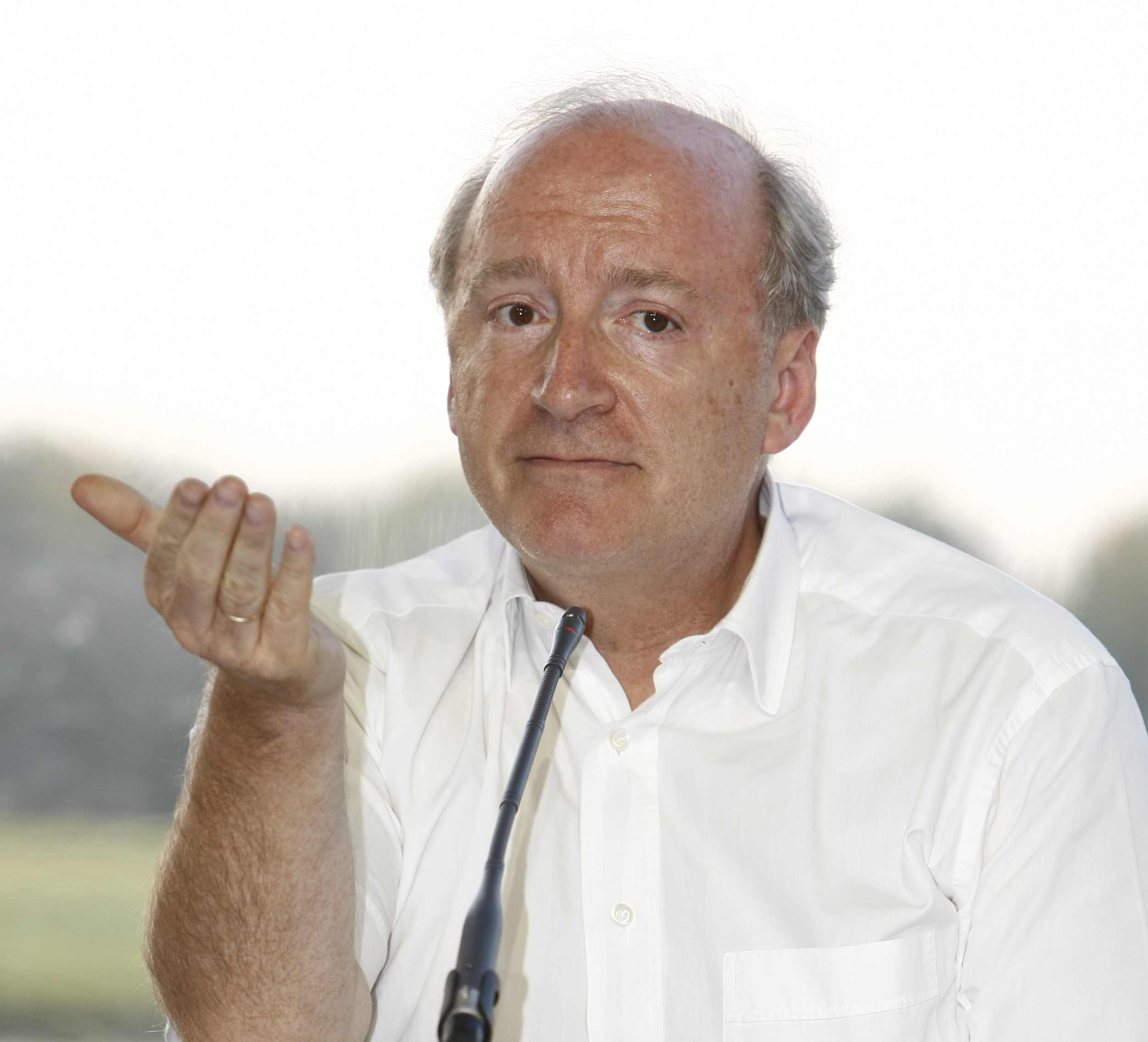
Hubert Védrine en 2008.

Le 28 novembre 2007, Hubert Védrine est aspergé de peinture rouge en pleine rue par un collectif altermondialiste qui exige qu'il soit traduit en justice « pour sa responsabilité dans la politique française d'assistance à la préparation et à l'accomplissement du génocide des Tutsis au Rwanda ». Édouard Balladur, Alain Juppé et Hubert Védrine contestent et rejettent absolument cette présentation de la politique française menée au Rwanda avant 1994[réf. souhaitée]. Après cette agression, Hubert Védrine porte plainte pour violences en réunion.
En 2010, il se voit décerner par l’ambassade du Qatar à Paris le prix « Doha Capitale Culturelle Arabe », accompagné d’un chèque de 10 000 euros.
De 2011 à 2014, il siège au conseil consultatif de la banque d'affaires américaine Moelis & Company (en).
François Hollande, devenu président de la République, le charge d'un rapport sur une éventuelle nouvelle sortie de l'OTAN qu'il remet le 14 novembre 2012,. Le 4 décembre 2013, il remet un rapport intitulé Un partenariat pour l'avenir (au sujet des relations économiques franco-africaines), commandé par le ministre de l'Économie Pierre Moscovici, aux côtés de Lionel Zinsou, Hakim El Karoui, Tidjane Thiam et Jean-Michel Severino,.
À partir de mars 2008 il assure un cours sur les réalités internationales à l'Institut d'études politiques de Paris, transformé en séminaire à partir de 2011 à PSIA sur la perception des menaces.
Il est chroniqueur hebdomadaire dans Les Matins de France Culture, dans lesquels il anime la rubrique « Le monde selon Hubert Védrine » jusqu'en 2016, avant de participer régulièrement à l’émission L'Esprit public animée par Émilie Aubry et Patrick Cohen.

### Controverse sur le génocide des Tutsi au Rwanda
Secrétaire général de l’Élysée de 1991 à 1995, Hubert Védrine est un intermédiaire essentiel avec le pouvoir exécutif et participe à tous les conseils restreints, où ont été décidées les interventions militaires au Rwanda. Étant donné l'état de santé, à l'époque, du président François Mitterrand – affaibli par un cancer en phase terminale –, Hubert Védrine est régulièrement mentionné par des spécialistes de la question comme un des principaux responsables de la politique de l'Élysée vis-à-vis du Rwanda, avec le général Christian Quesnot, chef d’état-major particulier du président de la République, l'amiral Jacques Lanxade, chef d'état-major des armées, et Bruno Delaye, conseiller pour les Affaires africaines au cabinet présidentiel (de 1992 à 1994) en remplacement de Jean-Christophe Mitterrand.
Patrick de Saint-Exupéry, dans Complices de l'Inavouable, confirme l'influence de Hubert Védrine dans le rôle de la France dans le génocide des Tutsis au Rwanda. En tant que secrétaire général de l'Élysée, il aurait eu, de fait, accès à tous les documents nécessaires pour comprendre l'évolution du régime du président rwandais Juvénal Habyarimana entre 1990 et 1994, durant la guerre civile débutée en 1990, puis de la tournure des événements, après l'attentat contre ce dernier le 6 avril 1994 et l'accomplissement du génocide par le gouvernement intérimaire. L'auteur a cependant été condamné par la décision du 11 juillet 2017 de la Chambre criminelle de la Cour de Cassation pour diffamation publique dans cet ouvrage.
D'une manière constante, Hubert Védrine exprimera publiquement sa solidarité avec François Mitterrand et la politique étrangère menée comme en 2004, en tant que président de l’Institut François-Mitterrand, qui organise des manifestations célébrant la politique étrangère de François Mitterrand, déclarant par exemple en 2004 : « Ma conclusion, et ma conviction sont que l’action de la France, hélas seule, a retardé le génocide jusqu’en 1994 ».
En 1998, lors d'une mission d'information parlementaire présidée par Paul Quilès[réf. souhaitée], auprès des médias, Hubert Védrine défend l'idée que la France n'a pas participé au génocide des Tutsi au Rwanda en 1994.
Or, au cours de son audition par la commission de la Défense de l'Assemblée nationale, le 16 avril 2014, interrogé par le député socialiste Joaquim Pueyo qui lui demandait : « Est-ce que la France a livré des munitions aux forces armées après le début du génocide ? À quelle date ? », Hubert Védrine a reconnu que des livraisons d'armes par la France au régime de Kigali ont été réalisées à partir de 1990 et après le début du génocide, ajoutant : « Ce n’est pas la peine de découvrir, sur un ton outragé, qu’il y a eu des livraisons qui se sont poursuivies, c’est la suite de l’engagement d'avant »,, malgré la résolution 918 du 17 mai 1994 adoptée par le Conseil de sécurité de l’ONU, stipulant l'embargo sur les armes à destination du Rwanda. De plus, Hubert Védrine a affirmé que ces armes n'ont jamais servi au génocide, sans faire référence à d'éventuelles livraisons, durant la période même du génocide, ce qui pourtant était la question posée par le député Joaquim Pueyo.
Dans son témoignage, Guillaume Ancel, un des officiers de l'opération Turquoise envoyé au Rwanda en plein génocide, a confirmé avoir reçu l’ordre de réarmer les Hutu génocidaires en juillet 1994, et avoir été témoin d'une de ces livraisons d’armes « aux génocidaires dans les camps de réfugiés » basés au Zaïre (RDC aujourd'hui), .
En juin 2017, la revue XXI (fondée par Patrick de Saint-Exupéry) publie un article faisant état du témoignage d'un haut fonctionnaire qui a examiné différents documents des archives, non communiquées au public, concernant ces événements.
Selon ce témoin, les documents incluent une note signée par Hubert Védrine enjoignant aux militaires français de réarmer les génocidaires hutus, passant la frontière du Rwanda vers la république démocratique du Congo (ex Zaïre) lors de l'opération Turquoise,. Hubert Védrine n'a pas souhaité commenter cette publication.
Le rapport de la commission française d’historiens sur le rôle de la France au Rwanda, présidée par l’historien Vincent Duclert, et remis au président de la République en mars 2021, mentionne quant à lui : « Il n'y a plus de cession d'armes onéreuse ou gratuite au-delà de mars 1993 ». Mais la conclusion du rapport attribue à la France — et notamment aux membres de l'état-major particulier de François Mitterrand dont Hubert Védrine faisait partie — « des responsabilités lourdes et accablantes » dans le déroulement du génocide contre les Tutsi, sans toutefois évoquer de « complicité ».
Entre le 26 mars et le 3 juin 2021, Guillaume Ancel traite Hubert Védrine dans une série de tweets de « personnage tellement arrogant qu’il est incapable de se remettre en cause », et l’accuse d’avoir « collaboré avec les nazis du Rwanda », tout en le comparant à Maurice Papon, haut fonctionnaire condamné pour complicité de crimes contre l’humanité pendant la Shoah. Hubert Védrine engage des poursuites pour diffamation et injure publique. Lors de ce procès, l'historien Stéphane Audoin-Rouzeau déclare qu'Hubert Védrine devrait se retrouver « devant une cour d’assises pour complicité de crimes contre l’humanité et crimes de génocide ». En mai 2022, le tribunal de Paris estime que l’ex-militaire a dépassé les « limites admissibles de la liberté d’expression » et qu' « il n’existe pas de corrélation entre les éléments factuels dont disposait le prévenu [Guillaume Ancel] et les propos qu’il a tenus et qui contiennent des accusations gravement diffamatoires ». Il condamne Guillaume Ancel à 2000 euros d'amende pour diffamation publique envers Hubert Védrine. À la suite de ce verdict, Hubert Védrine déclare dans un communiqué : « Cette décision forte du tribunal judiciaire est l’occasion de réaffirmer que la France n’est ni complice ni responsable du génocide des Tutsi »,.
En 2021, dans un entretien à la revue Éléments, Hubert Védrine condamne ceux qui critiquent la position de la France de François Mitterrand au Rwanda, estimant que « le Rwanda est devenu le prétexte pour tous les gauchistes de la place de Paris de régler leur compte avec François Mitterrand, la Ve République, la France comme puissance ». Ces propos sont notamment dénoncés par Olivier Faure, premier secrétaire du Parti socialiste.

## Détail des fonctions et mandats
- 1974 : chargé de mission au ministère de la Culture,
- 1978 : chef de division à la direction de l'architecture du ministère de l'Environnement et du Cadre de vie,
- 1979 : coordinateur pour le Proche et le Moyen-Orient à la direction générale des relations culturelles du ministère des Affaires étrangères,
- 1981 : conseiller technique pour les relations extérieures au secrétariat général de la présidence de la République (conseiller diplomatique),
- 1986 : maître des requêtes au Conseil d'État,
- 1988 : conseiller de François Mitterrand et porte-parole de la présidence de la République,
- 1991 : secrétaire général de la présidence de la République française,
- 1995 : maître des requêtes au Conseil d'État,
- 1997 : ministre des Affaires étrangères dans le gouvernement Lionel Jospin jusqu'à la réélection de Jacques Chirac à la présidence de la République en 2002.

## Décorations
- Grand-officier dans l'ordre de Saint-Charles en qualité de Ministre des Affaires étrangères français (Monaco, 1997)[30].
- Grand-croix de l'ordre de l'Infant Dom Henri (Portugal, 1999)[31].
- Grand-officier de l'ordre de l'Étoile de Roumanie (Roumanie, 1999)[32].
- Grand-officier de l'ordre du Mérite de la République italienne (Italie, 1999)[33].
- Grand-croix de l'ordre du Mérite (Pologne, 2000)[34].
- Grand-officier de l'ordre de la Gloire du travail (en) (Moldavie)[35].

## Autres activités

### Sièges dans des comités d'entreprise
- Amundi, président du conseil consultatif (depuis 2016)[36]
- Moelis & Company, membre du conseil consultatif (depuis 2011)
- Richard Attias and Associates, membre du conseil consultatif international[37]
- LVMH, membre indépendant du conseil d'administration (depuis 2009)[38]
- Ipsos, membre indépendant du conseil de direction (2009–2015)

### Organisations à but non lucratif
- Rencontres d'Arles, président du comité de direction[39]
- Alliance des civilisations, membre[40]
- France China Foundation, membre du comité stratégique[41]
- Paris School of International Affairs (PSIA), membre du comité stratégique[42]
- Membre senior du European Leadership Network (ELN)[43]

## Publications

### Essais
- Mieux aménager sa ville, Paris, Éditions du moniteur, 1979
- Les Mondes de François Mitterrand - À l'Élysée de 1981 à 1995, Paris, Fayard, septembre 1996
- L'hyperpuissance américaine, Paris, Fondation Jean-Jaurès, 2000
- Les cartes de la France à l'heure de la mondialisation, Paris, Fayard, 2000
- Entretiens avec Rony Brauman, Fremeaux et associés (coffret 3 CD), février 2003
- Face à l'hyperpuissance, Paris, Fayard, 2003
- Multilatéralisme : une réforme possible, Paris, Fondation Jean-Jaurès, 2004
- François Mitterrand : un dessein, un destin, Paris, Gallimard, coll. « Découvertes Gallimard/Histoire » (no 483), janvier 2006
- Continuer l'Histoire (avec Adrien Abecassis et Mohamed Bouabdallah) Paris, Fayard, février 2007
- Atlas du monde global (avec Pascal Boniface), Paris, Fayard/Armand Colin, 2008
- Le Temps des chimères, 2003-2009 : articles, préfaces et conférences , Paris, Fayard , 2009 .
- Atlas de la France (avec Pascal Boniface), Paris, Fayard/Armand Colin, 2011
- Dans la mêlée mondiale, 2009-2012, Paris, Fayard, 2012
- La France au défi, Paris, Fayard, 2014
- Le Monde au défi, Paris, Fayard, 2016[44]
- Sauver l'Europe, Paris, éditions Liana Levi, 2016[45]
- Comptes à rebours, Paris, Fayard, 2018
- Olrik : la biographie non autorisée, Paris, Fayard, 2019[46] avec Laurent Védrine
- Et après ?, Paris, Fayard, 2020 (Rééd. poche 2021)[47]. — Réflexions sur la crise du coronavirus
- Dictionnaire amoureux de la géopolitique, Plon, 2021
- Atlas des crises et des conflits (avec Pascal Boniface), Paris, Fayard, 2021
- Une vision du monde, Paris, Bouquins la collection, 2022 — Compilation de textes
- Grands Diplomates : les maîtres des relations internationales de Mazarin à nos jours [sous la dir. de], Paris, Perrin, 2024[48].
- Camus, notre rempart, Paris, Plon, 2024.

### Rapports
- Rapport sur la France et la mondialisation (Documentation française, [PDF] site d'Hubert Védrine), septembre 2007
- Rapport pour le Président de la République sur les conséquences du retour de la France dans le commandement intégré de l'OTAN, novembre 2012

## Télévision
- 2009 : Gorbatchev / Védrine : une histoire inédite du Mur (face à Hubert Védrine, Mikhaïl Gorbatchev revient sur les quatre années, de 1985 à 1989, qui ont préparé la fin du mur de Berlin et la chute du rideau de fer. Mikhaïl Gorbatchev raconte à Hubert Védrine la façon dont l'Histoire s'est déroulée de l'autre côté du Mur)
- 2012 : Un monde dans tous ses états (film sur l'état du monde comme son titre l'indique, Hubert Védrine rencontre des personnalités du monde entier, scientifiques, hommes d'État, chef d'entreprise, ambassadeur, pour tirer le bilan de la situation mondiale)
- 2013 : Le pouvoir ne se partage pas (histoire du déroulement de la deuxième cohabitation entre le président François Mitterrand et le premier ministre Édouard Balladur)